# Tour de France 1971
Le Tour de France 1971 est la 58e édition du Tour de France, course cycliste qui s'est déroulée du 26 juin au 18 juillet 1971. Il comprend 20 étapes pour une longueur totale de 3 608 km. Le départ du Tour a lieu à Mulhouse ; l'arrivée se juge à Paris au vélodrome de la Cipale. Le Belge Eddy Merckx remporte son troisième Tour de France, aidé par la chute de l'Espagnol Luis Ocaña dans la descente du col de Menté qui l'a contraint à l'abandon alors qu'il dominait l'épreuve. C'est le plus difficile succès du champion belge sur la Grande Boucle.

## Généralités
- Ce Tour reste marqué par la chute et l'abandon de Luis Ocaña, alors porteur du maillot jaune avec sept minutes d'avance au classement général, dans le col de Menté, laissant ainsi la victoire finale à Eddy Merckx.
- 13 équipes de 10 coureurs prennent le départ de ce Tour. Seule la formation Molteni arrive à Paris au complet.
- Première liaison aérienne : Marseille-Albi
- Moyenne du vainqueur : 38,084 km/h.
- L'étape du 13 juillet est la plus courte en ligne de l'histoire : 19 kilomètres entre Luchon et Superbagnères.

## Résumé
Un Tour de France dramatique et plein de panache, resté dans les mémoires. Eddy Merckx est le favori. Côté français, ni Poulidor ni Pingeon ne sont présents. Luis Ocaña est convaincu de pouvoir battre Merckx et fait partie des quatre "outsiders" : Ocaña, Pettersson, Zoetemelk et Bracke. L'étape d'Orcières-Merlette le fait entrer dans la légende. Ocaña relègue le cannibale à près de neuf minutes. Le Belge ne s'avoue pas vaincu et commence à grignoter son retard vers Marseille. Malheureusement, l'orage du col de Menté et la chute d'Ocaña met fin au duel. « Quoi qu'il arrive, j'ai perdu le Tour, il restera toujours un doute » avouera Merckx. Au classement général, Eddy Merckx devance finalement le Hollandais Joop Zoetemelk et son compatriote Lucien Van Impe.

### L'exploit d'Ocaña à Orcières-Merlette
Lors de la 12e étape alpine menant à Orcières-Merlette, le Portugais Joachim Agostinho part en éclaireur, rapidement relayé par Luis Ocaña. Au pied du col du Noyer, Ocaña se lance à l’assaut des 60 derniers kilomètres. Merckx est irrémédiablement lâché. Sous un soleil accablant, Luis Ocaña assomme le Tour et rejette Eddy Merckx à 8′42″.

### La chute et l'abandon d'Ocaña dans les Pyrénées
Ocaña mise sur le 12 juillet 1971 et l’étape entre Revel et Luchon pour asseoir définitivement son maillot jaune et attaquer une nouvelle fois Merckx. Ce jour-là, les cols du Portet-d’Aspet, de Menté et du Portillon sont au programme. Luis a choisi de frapper au col du Portillon. Lorsqu’on lui demande pourquoi, il a cette réponse : « j’attaque au Portillon, parce qu’au Portillon, c’est automatique ! ». Dès le col de Portet-d’Aspet, Merckx multiplie les accélérations. Ocaña y répond à chaque fois et se porte à la hauteur du Belge. Le même schéma se répète dans l’ascension du col de Menté. Au sommet de la montée, les nuages s’assemblent et l’orage éclate. Il fait quasiment nuit lorsque les coureurs entament la descente du col de Menté. Eddy Merckx roule à fond et prend tous les risques. Des coulées de boue viennent s’ajouter à la pluie et à la grêle que les essuie-glaces des voitures suiveuses ne parviennent plus à chasser. Dans un virage en forme de fer à cheval, Merckx file tout droit et tombe. « Le Cannibale » se relève et repart. Luis Ocaña, calé dans la roue du belge, chute également. Au moment où le maillot jaune se relève, il est heurté par Joaquim Agostinho. Ocaña se remet debout une seconde fois avant que Joop Zoetemelk, privé de freins, ne le frappe de plein fouet. Cette fois-ci, Luis ne se relève pas. C'est l'abandon et la fin du duel entre les deux champions.

## Étapes
| Étape,        | Date        | Villes étapes                               |                              | Distance (km)         | Vainqueur d’étape        | Leader du classement général |
| ------------- | ----------- | ------------------------------------------- | ---------------------------- | --------------------- | ------------------------ | ---------------------------- |
| Prologue      | 26 juin     | Mulhouse – Mulhouse                         | Contre-la-montre par équipes | 11                    | Molteni                  | Eddy Merckx                  |
| 1re étape (a) | 27 juin     | Mulhouse – Bâle (SUI)                       | Étape de moyenne montagne    | 59,5                  | Eric Leman               | Marinus Wagtmans             |
| 1re étape (b) | 27 juin     | Bâle (SUI) – Fribourg-en-Brisgau (RFA)      | Étape de plaine              | 90                    | Gerben Karstens          | Eddy Merckx                  |
| 1re étape (c) | 27 juin     | Fribourg-en-Brisgau (RFA) – Mulhouse        | Étape de plaine              | 74                    | Albert Van Vlierberghe   | Eddy Merckx                  |
| 2e étape      | 28 juin     | Mulhouse – Strasbourg                       | Étape de moyenne montagne    | 144                   | Eddy Merckx              | Eddy Merckx                  |
| 3e étape      | 29 juin     | Strasbourg – Nancy                          | Étape de moyenne montagne    | 165,5                 | Marinus Wagtmans         | Eddy Merckx                  |
| 4e étape      | 30 juin     | Nancy – Marche-en-Famenne (BEL)             | Étape de plaine              | 242                   | Jean-Pierre Genet        | Eddy Merckx                  |
| 5e étape      | 1er juillet | Dinant (BEL) – Roubaix                      | Étape de plaine              | 208,5                 | Pietro Guerra            | Eddy Merckx                  |
| 6e étape (a)  | 2 juillet   | Roubaix – Amiens                            | Étape de plaine              | 127,5                 | Eric Leman               | Eddy Merckx                  |
| 6e étape (b)  | 2 juillet   | Amiens – Le Touquet-Paris-Plage             | Étape de plaine              | 133,5                 | Mauro Simonetti          | Eddy Merckx                  |
|               | 3 juillet   | Le Touquet-Paris-Plage                      | Jour de repos                | Journée de repos no 1 | Journée de repos no 1    | Journée de repos no 1        |
| 7e étape      | 4 juillet   | Rungis – Nevers                             | Étape de plaine              | 257,5                 | Eric Leman               | Eddy Merckx                  |
| 8e étape      | 5 juillet   | Nevers – Clermont-Ferrand - Puy de Dôme     | Étape de montagne            | 221                   | Luis Ocaña               | Eddy Merckx                  |
| 9e étape      | 6 juillet   | Clermont-Ferrand – Saint-Étienne            | Étape de moyenne montagne    | 153                   | Walter Godefroot         | Eddy Merckx                  |
| 10e étape     | 7 juillet   | Saint-Étienne – Grenoble                    | Étape de montagne            | 188,5                 | Bernard Thévenet         | Joop Zoetemelk               |
| 11e étape     | 8 juillet   | Grenoble – Orcières-Merlette                | Étape de montagne            | 134                   | Luis Ocaña               | Luis Ocaña                   |
|               | 9 juillet   | Orcières-Merlette                           | Jour de repos                | Journée de repos no 2 | Journée de repos no 2    | Journée de repos no 2        |
| 12e étape     | 10 juillet  | Orcières-Merlette – Marseille               | Étape de plaine              | 251                   | Luciano Armani           | Luis Ocaña                   |
| 13e étape     | 11 juillet  | Albi – Albi                                 | Contre-la-montre individuel  | 16,5                  | Eddy Merckx              | Luis Ocaña                   |
| 14e étape     | 12 juillet  | Revel – Luchon                              | Étape de montagne            | 214,5                 | José Manuel Fuente       | Eddy Merckx                  |
| 15e étape     | 13 juillet  | Luchon – Luchon-Superbagnères               | Étape de montagne            | 19,5                  | José Manuel Fuente       | Eddy Merckx                  |
| 16e étape (a) | 14 juillet  | Luchon – Gourette - Les Eaux-Bonnes         | Étape de montagne            | 145                   | Bernard Labourdette      | Eddy Merckx                  |
| 16e étape (b) | 14 juillet  | Gourette - Les Eaux-Bonnes – Pau            | Étape de plaine              | 57,5                  | Herman Van Springel      | Eddy Merckx                  |
| 17e étape     | 15 juillet  | Mont-de-Marsan – Bordeaux                   | Étape de plaine              | 188                   | Eddy Merckx              | Eddy Merckx                  |
| 18e étape     | 16 juillet  | Bordeaux – Poitiers                         | Étape de plaine              | 244                   | Jean-Pierre Danguillaume | Eddy Merckx                  |
| 19e étape     | 17 juillet  | Blois – Versailles                          | Étape de plaine              | 185                   | Jan Krekels              | Eddy Merckx                  |
| 20e étape     | 18 juillet  | Versailles - Paris - Vélodrome de la Cipale | Contre-la-montre individuel  | 54                    | Eddy Merckx              | Eddy Merckx                  |

## Classements

### Classement général final
| Classement général | Classement général       | Classement général | Classement général       | Classement général  |
|                    | Coureur                  | Pays               | Équipe                   | Temps               |
| ------------------ | ------------------------ | ------------------ | ------------------------ | ------------------- |
| 1er                | Eddy Merckx              | Belgique           | Molteni                  | en 96 h 45 min 14 s |
| 2e                 | Joop Zoetemelk           | Pays-Bas           | Mars-Flandria            | + 9 min 51 s        |
| 3e                 | Lucien Van Impe          | Belgique           | Sonolor-Lejeune          | + 11 min 6 s        |
| 4e                 | Bernard Thévenet         | France             | Peugeot-BP-Michelin      | + 14 min 50 s       |
| 5e                 | Joaquim Agostinho        | Portugal           | Hoover-De Gribaldy       | + 21 min 0 s        |
| 6e                 | Leif Mortensen           | Danemark           | Bic                      | + 21 min 38 s       |
| 7e                 | Cyrille Guimard          | France             | Fagor-Mercier-Hutchinson | + 22 min 58 s       |
| 8e                 | Bernard Labourdette      | France             | Bic                      | + 30 min 7 s        |
| 9e                 | Lucien Aimar             | France             | Sonolor-Lejeune          | + 32 min 45 s       |
| 10e                | Vicente López Carril     | Espagne            | Kas-Kaskol               | + 36 min 0 s        |
| 11e                | Francisco Galdós         | Espagne            | Kas-Kaskol               | + 41 min 59 s       |
| 12e                | Primo Mori               | Italie             | Salvarani                | + 47 min 44 s       |
| 13e                | Antonio Martos           | Espagne            | Werner (es)              | + 48 min 13 s       |
| 14e                | Herman Van Springel      | Belgique           | Molteni                  | + 48 min 20 s       |
| 15e                | Agustín Tamames          | Espagne            | Werner (es)              | + 49 min 19 s       |
| 16e                | Marinus Wagtmans         | Pays-Bas           | Molteni                  | + 52 min 50 s       |
| 17e                | Désiré Letort            | France             | Bic                      | + 57 min 53 s       |
| 18e                | Jean-Pierre Danguillaume | France             | Peugeot-BP-Michelin      | + 59 min 10 s       |
| 19e                | Mauro Simonetti          | Italie             | Ferretti                 | + 1 h 3 min 6 s     |
| 20e                | Jean Dumont              | France             | Peugeot-BP-Michelin      | + 1 h 3 min 49 s    |
| 21e                | Victor Van Schil         | Belgique           | Molteni                  | + 1 h 8 min 28 s    |
| 22e                | Johnny Schleck           | Luxembourg         | Bic                      | + 1 h 9 min 35 s    |
| 23e                | Michel Périn             | France             | Fagor-Mercier-Hutchinson | + 1 h 10 min 19 s   |
| 24e                | Luis Pedro Santamarina   | Espagne            | Werner (es)              | + 1 h 10 min 28 s   |
| 25e                | Ottavio Crepaldi         | Italie             | Salvarani                | + 1 h 12 min 0 s    |
| modifier           |                          |                    |                          |                     |

### Classements annexes finals
| Classement par points, | Classement par points,   | Classement par points, | Classement par points,   | Classement par points, |
| ---------------------- | ------------------------ | ---------------------- | ------------------------ | ---------------------- |
|                        | Coureur                  | Pays                   | Équipe                   | Point(s)               |
| 1er                    | Eddy Merckx              | Belgique               | Molteni                  | 202 points             |
| 2e                     | Cyrille Guimard          | France                 | Fagor-Mercier-Hutchinson | 186 pts                |
| 3e                     | Gerben Karstens          | Pays-Bas               | Goudsmit-Hoff            | 107 pts                |
| 4e                     | Rini Wagtmans            | Pays-Bas               | Molteni                  | 97 pts                 |
| 5e                     | Joop Zoetemelk           | Pays-Bas               | Mars-Flandria            | 93 pts                 |
| 6e                     | Eric Leman               | Belgique               | Mars-Flandria            | 82 pts                 |
| 7e                     | Jan Krekels              | Pays-Bas               | Goudsmit-Hoff            | 81 pts                 |
| 8e                     | Jean-Pierre Danguillaume | France                 | Peugeot-BP-Michelin      | 71 pts                 |
| 9e                     | Lucien Van Impe          | Belgique               | Sonolor-Lejeune          | 64 pts                 |
| 10e                    | Joaquim Agostinho        | Portugal               | Hoover-De Gribaldy       | 63 pts                 |
| modifier               |                          |                        |                          |                        |

| Classement du Prix du meilleur grimpeur, | Classement du Prix du meilleur grimpeur, | Classement du Prix du meilleur grimpeur, | Classement du Prix du meilleur grimpeur, | Classement du Prix du meilleur grimpeur, |
| ---------------------------------------- | ---------------------------------------- | ---------------------------------------- | ---------------------------------------- | ---------------------------------------- |
|                                          | Coureur                                  | Pays                                     | Équipe                                   | Point(s)                                 |
| 1er                                      | Lucien Van Impe                          | Belgique                                 | Sonolor-Lejeune                          | 228 points                               |
| 2e                                       | Joop Zoetemelk                           | Pays-Bas                                 | Mars-Flandria                            | 180 pts                                  |
| 3e                                       | Eddy Merckx                              | Belgique                                 | Molteni                                  | 137 pts                                  |
| 4e                                       | José Manuel Fuente                       | Espagne                                  | Kas-Kaskol                               | 89 pts                                   |
| 5e                                       | Cyrille Guimard                          | France                                   | Fagor-Mercier-Hutchinson                 | 74 pts                                   |
| 6e                                       | Joaquim Agostinho                        | Portugal                                 | Hoover-De Gribaldy                       | 68 pts                                   |
| 7e                                       | Bernard Thévenet                         | France                                   | Peugeot-BP-Michelin                      | 48 pts                                   |
| 8e                                       | Vicente López Carril                     | Espagne                                  | Kas-Kaskol                               | 47 pts                                   |
| 9e                                       | Désiré Letort                            | France                                   | Bic                                      | 38 pts                                   |
| 10e                                      | Lucien Aimar                             | France                                   | Sonolor-Lejeune                          | 37 pts                                   |
| modifier                                 |                                          |                                          |                                          |                                          |

| Classement combiné, | Classement combiné,      | Classement combiné, | Classement combiné,      | Classement combiné, |
| ------------------- | ------------------------ | ------------------- | ------------------------ | ------------------- |
|                     | Coureur                  | Pays                | Équipe                   | Point(s)            |
| 1er                 | Eddy Merckx              | Belgique            | Molteni                  | 5 points            |
| 2e                  | Joop Zoetemelk           | Pays-Bas            | Mars-Flandria            | 9 pts               |
| 3e                  | Lucien Van Impe          | Belgique            | Sonolor-Lejeune          | 13 pts              |
| 4e                  | Cyrille Guimard          | France              | Fagor-Mercier-Hutchinson | 14 pts              |
| 5e                  | Joaquim Agostinho        | Portugal            | Hoover-De Gribaldy       | 21 pts              |
| 6e                  | Bernard Thévenet         | France              | Peugeot-BP-Michelin      | 23 pts              |
| 7e                  | Rini Wagtmans            | Pays-Bas            | Molteni                  | 34 pts              |
| 8e                  | Jean-Pierre Danguillaume | France              | Peugeot-BP-Michelin      | 37.5 pts            |
| 9e                  | Bernard Labourdette      | France              | Bic                      | 42 pts              |
| 10e                 | Vicente López Carril     | Espagne             | Kas-Kaskol               | 45.5 pts            |
| modifier            |                          |                     |                          |                     |

| Classement par équipes, | Classement par équipes, | Classement par équipes, | Classement par équipes, |
|                         | Équipe                  | Pays                    | Temps                   |
| ----------------------- | ----------------------- | ----------------------- | ----------------------- |
| 1re                     | Bic                     | France                  | en 292 h 1 min 40 s     |
| 2e                      | Molteni                 | Belgique                | + 20 min 20 s           |
| 3e                      | Peugeot-BP-Michelin     | France                  | + 31 min 39 s           |
| 4e                      | Sonolor-Lejeune         | France                  | + 56 min 32 s           |
| 5e                      | Ferretti                | Italie                  | + 1 h 22 min 31 s       |
| 6e                      | Kas-Kaskol              | Espagne                 | + 1 h 35 min 39 s       |
| 7e                      | Werner (es)             | Espagne                 | + 1 h 51 min 43 s       |
| 8e                      | Fagor-MercierHutchinson | France                  | + 1 h 56 min 8 s        |
| 9e                      | Mars-Flandria           | Belgique                | + 2 h 10 min 32 s       |
| 10e                     | Hoover-De Gribaldy      | France                  | + 2 h 13 min 11 s       |
| modifier                |                         |                         |                         |

#### Classement des sprints intermédiaires
| Classement des sprints intermédiaires, | Classement des sprints intermédiaires, | Classement des sprints intermédiaires, | Classement des sprints intermédiaires, | Classement des sprints intermédiaires, |
| -------------------------------------- | -------------------------------------- | -------------------------------------- | -------------------------------------- | -------------------------------------- |
|                                        | Coureur                                | Pays                                   | Équipe                                 | Point(s)                               |
| 1er                                    | Pieter Nassen                          | Belgique                               | Mars-Flandria                          | 52 points                              |
| 2e                                     | Jos van der Vleuten                    | Pays-Bas                               | Goudsmit-Hoff                          | 35 pts                                 |
| 3e                                     | Eddy Merckx                            | Belgique                               | Molteni                                | 34 pts                                 |
| 4e                                     | Barry Hoban                            | Royaume-Uni                            | Sonolor-Lejeune                        | 26 pts                                 |
| 5e                                     | Robert Mintkiewicz                     | France                                 | Sonolor-Lejeune                        | 21 pts                                 |
| 6e                                     | Joop Zoetemelk                         | Pays-Bas                               | Mars-Flandria                          | 20 pts                                 |
| 7e                                     | Gerben Karstens                        | Pays-Bas                               | Goudsmit-Hoff                          | 17 pts                                 |
| 8e                                     | Raymond Riotte                         | France                                 | Sonolor-Lejeune                        | 16 pts                                 |
| 9e                                     | Roberto Ballini                        | Italie                                 | Ferretti                               | 14 pts                                 |
| 10e                                    | Wilmo Francioni                        | Italie                                 | Ferretti                               | 14 pts                                 |
| modifier                               |                                        |                                        |                                        |                                        |

### Évolution des classements
| Étape              | Vainqueur                | Classement général | Classement par points | Classement de la montagne | Classement du combiné | Classement des sprints intermédiaires | Classement par équipes | Classement de la combativité |
| ------------------ | ------------------------ | ------------------ | --------------------- | ------------------------- | --------------------- | ------------------------------------- | ---------------------- | ---------------------------- |
| P                  | Molteni                  | Eddy Merckx        | Non décerné           | Non décerné               | Non décerné           | Non décerné                           | Molteni                | Non décerné                  |
| 1a                 | Eric Leman               | Eddy Merckx        | Eric Leman            | Non décerné               | Non décerné           | Pieter Nassen                         | Molteni                | Joop Zoetemelk               |
| 1b                 | Gerben Karstens          | Rini Wagtmans      | Walter Godefroot      | Joop Zoetemelk            | Cyrille Guimard       | Eddy Merckx                           | Molteni                | Joop Zoetemelk               |
| 1c                 | Albert Van Vlierberghe   | Eddy Merckx        | Gerben Karstens       | Joop Zoetemelk            | Cyrille Guimard       | Pieter Nassen                         | Molteni                | Joop Zoetemelk               |
| 2                  | Eddy Merckx              | Eddy Merckx        | Roger De Vlaeminck    | Joop Zoetemelk            | Eddy Merckx           | Eddy Merckx                           | Mars-Flandria          | Raymond Riotte               |
| 3                  | Rini Wagtmans            | Eddy Merckx        | Roger De Vlaeminck    | Joop Zoetemelk            | Eddy Merckx           | Pieter Nassen                         | Mars-Flandria          | Christian Raymond            |
| 4                  | Jean-Pierre Genet        | Eddy Merckx        | Roger De Vlaeminck    | Joop Zoetemelk            | Eddy Merckx           | Pieter Nassen                         | Mars-Flandria          | Jean-Claude Genty            |
| 5                  | Pietro Guerra            | Eddy Merckx        | Roger De Vlaeminck    | Joop Zoetemelk            | Eddy Merckx           | Pieter Nassen                         | Mars-Flandria          | Joaquim Agostinho            |
| 6a                 | Eric Leman               | Eddy Merckx        | Roger De Vlaeminck    | Joop Zoetemelk            | Eddy Merckx           | Pieter Nassen                         | Mars-Flandria          | Rolf Wolfshohl               |
| 6b                 | Mauro Simonetti          | Eddy Merckx        | Roger De Vlaeminck    | Joop Zoetemelk            | Eddy Merckx           | Pieter Nassen                         | Mars-Flandria          | Rolf Wolfshohl               |
| 7                  | Eric Leman               | Eddy Merckx        | Gerben Karstens       | Joop Zoetemelk            | Eddy Merckx           | Pieter Nassen                         | Mars-Flandria          | Wilfried David               |
| 8                  | Luis Ocaña               | Eddy Merckx        | Gerben Karstens       | Joop Zoetemelk            | Eddy Merckx           | Pieter Nassen                         | Mars-Flandria          | Bernard Thévenet             |
| 9                  | Walter Godefroot         | Eddy Merckx        | Walter Godefroot      | Joop Zoetemelk            | Eddy Merckx           | Pieter Nassen                         | Peugeot-BP-Michelin    | Jean-Pierre Danguillaume     |
| 10                 | Bernard Thévenet         | Joop Zoetemelk     | Cyrille Guimard       | Joop Zoetemelk            | Joop Zoetemelk        | Pieter Nassen                         | Peugeot-BP-Michelin    | Désiré Letort                |
| 11                 | Luis Ocaña               | Luis Ocaña         | Cyrille Guimard       | Lucien Van Impe           | Joop Zoetemelk        | Pieter Nassen                         | Bic                    | Luis Ocaña                   |
| 12                 | Luciano Armani           | Luis Ocaña         | Cyrille Guimard       | Lucien Van Impe           | Eddy Merckx           | Eddy Merckx                           | Bic                    | Eddy Merckx                  |
| 13                 | Eddy Merckx              | Luis Ocaña         | Cyrille Guimard       | Lucien Van Impe           | Eddy Merckx           | Eddy Merckx                           | Bic                    | Non décerné                  |
| 14                 | José Manuel Fuente       | Eddy Merckx        | Cyrille Guimard       | Lucien Van Impe           | Eddy Merckx           | Eddy Merckx                           | Bic                    | José Manuel Fuente           |
| 15                 | José Manuel Fuente       | Eddy Merckx        | Eddy Merckx           | Lucien Van Impe           | Eddy Merckx           | Eddy Merckx                           | Bic                    | Cyrille Guimard              |
| 16a                | Bernard Labourdette      | Eddy Merckx        | Eddy Merckx           | Lucien Van Impe           | Eddy Merckx           | Eddy Merckx                           | Bic                    | Lucien Van Impe              |
| 16b                | Herman Van Springel      | Eddy Merckx        | Eddy Merckx           | Lucien Van Impe           | Eddy Merckx           | Eddy Merckx                           | Bic                    | Lucien Van Impe              |
| 17                 | Eddy Merckx              | Eddy Merckx        | Eddy Merckx           | Lucien Van Impe           | Eddy Merckx           | Pieter Nassen                         | Bic                    | Jos van der Vleuten          |
| 18                 | Jean-Pierre Danguillaume | Eddy Merckx        | Eddy Merckx           | Lucien Van Impe           | Eddy Merckx           | Pieter Nassen                         | Bic                    | Roberto Ballini              |
| 19                 | Jan Krekels              | Eddy Merckx        | Eddy Merckx           | Lucien Van Impe           | Eddy Merckx           | Pieter Nassen                         | Bic                    | Wilmo Francioni              |
| 20                 | Eddy Merckx              | Eddy Merckx        | Eddy Merckx           | Lucien Van Impe           | Eddy Merckx           | Pieter Nassen                         | Bic                    | Non décerné                  |
| Classements finals | Classements finals       | Eddy Merckx        | Eddy Merckx           | Lucien Van Impe           | Eddy Merckx           | Pieter Nassen                         | Bic                    | Luis Ocaña                   |

## Liste des participants
La liste ci-dessous présente les coureurs inscrits par numéro de dossard[réf. nécessaire].
| Légende | Légende                                                                    | Légende | Légende                                                    |
| ------- | -------------------------------------------------------------------------- | ------- | ---------------------------------------------------------- |
| Num     | Dossard de départ porté par le coureur sur ce Tour                         | Pos     | Position à l'arrivée de la course                          |
|         | Indique un maillot de champion national ou mondial, suivi de sa spécialité | NP      | Indique un coureur qui n'a pas pris le départ de la course |
| AB      | Indique un coureur qui n'a pas terminé la course                           | HD      | Indique un coureur qui a terminé la course hors des délais |

| Molteni                                                     | Molteni                   | Molteni |
| ----------------------------------------------------------- | ------------------------- | ------- |
| Num                                                         | Coureur                   | Pos     |
| 1                                                           | Eddy Merckx (BEL)         | 1er     |
| 2                                                           | Joseph Bruyère (BEL)      | 60e     |
| 3                                                           | Jos Huysmans (BEL)        | 27e     |
| 4                                                           | Frans Mintjens (BEL)      | 57e     |
| 5                                                           | Jozef Spruyt (BEL)        | 44e     |
| 6                                                           | Julien Stevens (BEL)      | 90e     |
| 7                                                           | Roger Swerts (BEL)        | 35e     |
| 8                                                           | Victor Van Schil (BEL)    | 21e     |
| 9                                                           | Herman Van Springel (BEL) | 14e     |
| 10                                                          | Marinus Wagtmans (NED)    | 16e     |
| Directeurs sportifs : Guillaume Driessens et Giorgio Albani |                           |         |

| Mars-Flandria                                    | Mars-Flandria            | Mars-Flandria |
| ------------------------------------------------ | ------------------------ | ------------- |
| Num                                              | Coureur                  | Pos           |
| 11                                               | Eric De Vlaeminck (BEL)  | 62e           |
| 12                                               | Roger De Vlaeminck (BEL) | AB-11         |
| 13                                               | Edward Janssens (BEL)    | 75e           |
| 14                                               | Eric Leman (BEL)         | 91e           |
| 15                                               | Marc Lievens (BEL)       | AB-14         |
| 16                                               | Pieter Nassen (BEL)      | 93e           |
| 17                                               | Edy Schütz (LUX)         | 55e           |
| 18                                               | Tino Tabak (NED)         | AB-10         |
| 19                                               | Willy Van Neste (BEL)    | 70e           |
| 20                                               | Joop Zoetemelk (NED)     | 2e            |
| Directeurs sportifs : Brick Schotte et Noël Foré |                          |               |

| Ferretti                                                | Ferretti                     | Ferretti |
| ------------------------------------------------------- | ---------------------------- | -------- |
| Num                                                     | Coureur                      | Pos      |
| 21                                                      | Mario Anni (ITA)             | AB-9     |
| 22                                                      | Roberto Ballini (ITA)        | 92e      |
| 23                                                      | Pietro Campagnari (ITA)      | AB-16a   |
| 24                                                      | Lino Farisato (ITA)          | AB-9     |
| 25                                                      | Wilmo Francioni (ITA)        | 64e      |
| 26                                                      | Gösta Pettersson (SWE)       | AB-14    |
| 27                                                      | Tomas Pettersson (SWE)       | AB-17    |
| 28                                                      | Sandro Quintarelli (ITA)     | 85e      |
| 29                                                      | Mauro Simonetti (ITA)        | 19e      |
| 30                                                      | Albert Van Vlierberghe (BEL) | 29e      |
| Directeurs sportifs : Alfredo Martini et Franco Spadoni |                              |          |

| Sonolor-Lejeune                                            | Sonolor-Lejeune            | Sonolor-Lejeune |
| ---------------------------------------------------------- | -------------------------- | --------------- |
| Num                                                        | Coureur                    | Pos             |
| 31                                                         | Lucien Aimar (FRA)         | 9e              |
| 32                                                         | Gilbert Bellone (FRA)      | AB-10           |
| 33                                                         | José Catieau (FRA)         | 43e             |
| 34                                                         | Bernard Guyot (FRA)        | 28e             |
| 35                                                         | Barry Hoban (GBR)          | 40e             |
| 36                                                         | Robert Mintkiewicz (FRA)   | 84e             |
| 37                                                         | Raymond Riotte (FRA)       | 34e             |
| 38                                                         | Jean-Jacques Sanquer (FRA) | 54e             |
| 39                                                         | Willy Teirlinck (BEL)      | 74e             |
| 40                                                         | Lucien Van Impe (BEL)      | 3e              |
| Directeurs sportifs : Jean Stablinski et Édouard Delberghe |                            |                 |

| Fagor-Mercier-Hutchinson                         | Fagor-Mercier-Hutchinson | Fagor-Mercier-Hutchinson |
| ------------------------------------------------ | ------------------------ | ------------------------ |
| Num                                              | Coureur                  | Pos                      |
| 41                                               | Georges Chappe (FRA)     | 94e                      |
| 42                                               | François Coquery (FRA)   | 56e                      |
| 43                                               | Régis Delépine (FRA)     | HD-3                     |
| 44                                               | Jean-Pierre Genet (FRA)  | 26e                      |
| 45                                               | René Grelin (FRA)        | 81e                      |
| 46                                               | Cyrille Guimard (FRA)    | 7e                       |
| 47                                               | Eddy Peelman (BEL)       | 88e                      |
| 48                                               | Michel Périn (FRA)       | 23e                      |
| 49                                               | Gerard Vianen (NED)      | AB-9                     |
| 50                                               | Rolf Wolfshohl (RFA)     | 71e                      |
| Directeurs sportifs : Louis Caput et Walter Smet |                          |                          |

| Salvarani                           | Salvarani                  | Salvarani |
| ----------------------------------- | -------------------------- | --------- |
| Num                                 | Coureur                    | Pos       |
| 51                                  | Ottavio Crepaldi (ITA)     | 25e       |
| 52                                  | Silvano Davo (en) (ITA)    | 86e       |
| 53                                  | Tommaso De Pra (ITA)       | AB-10     |
| 54                                  | Ercole Gualazzini (ITA)    | AB-11     |
| 55                                  | Pietro Guerra (ITA)        | 68e       |
| 56                                  | Virginio Levati (en) (ITA) | HD-11     |
| 57                                  | Primo Mori (ITA)           | 12e       |
| 58                                  | Gianni Motta (ITA)         | AB-11     |
| 59                                  | Guido Reybrouck (BEL)      | AB-9      |
| 60                                  | Georges Vandenberghe (BEL) | 42e       |
| Directeur sportif : Vittorio Adorni |                            |           |

| Kas-Kaskol                             | Kas-Kaskol                      | Kas-Kaskol |
| -------------------------------------- | ------------------------------- | ---------- |
| Num                                    | Coureur                         | Pos        |
| 61                                     | José Manuel Fuente (ESP)        | 72e        |
| 62                                     | Francisco Javier Galdeano (ESP) | 73e        |
| 63                                     | Francisco Galdós (ESP)          | 11e        |
| 64                                     | Andres Gandarias (ESP)          | AB-14      |
| 65                                     | Nemesio Jiménez (ESP)           | 61e        |
| 66                                     | Vicente López Carril (ESP)      | 10e        |
| 67                                     | Jesús Manzaneque (ESP)          | 53e        |
| 68                                     | Gabriel Mascaró (ESP)           | 38e        |
| 69                                     | José Luis Uribezubia (ESP)      | 49e        |
| 70                                     | Luis Zubero (ESP)               | AB-14      |
| Directeur sportif : Dalmacio Langarica |                                 |            |

| Peugeot-BP-Michelin                                | Peugeot-BP-Michelin            | Peugeot-BP-Michelin |
| -------------------------------------------------- | ------------------------------ | ------------------- |
| Num                                                | Coureur                        | Pos                 |
| 71                                                 | Robert Bouloux (FRA)           | 41e                 |
| 72                                                 | Ferdinand Bracke (BEL)         | 58e                 |
| 73                                                 | Jean-Pierre Danguillaume (FRA) | 18e                 |
| 74                                                 | Wilfried David (BEL)           | AB-14               |
| 75                                                 | Raymond Delisle (FRA)          | 77e                 |
| 76                                                 | Jean Dumont (FRA)              | 20e                 |
| 77                                                 | Walter Godefroot (BEL)         | HD-11               |
| 78                                                 | Pierre Martelozzo (FRA)        | 89e                 |
| 79                                                 | Christian Raymond (FRA)        | 32e                 |
| 80                                                 | Bernard Thévenet (FRA)         | 4e                  |
| Directeurs sportifs : Gaston Plaud et Robert Naeye |                                |                     |

| Hoover-De Gribaldy                                         | Hoover-De Gribaldy       | Hoover-De Gribaldy |
| ---------------------------------------------------------- | ------------------------ | ------------------ |
| Num                                                        | Coureur                  | Pos                |
| 81                                                         | Joaquim Agostinho (POR)  | 5e                 |
| 82                                                         | Jacques Botherel (FRA)   | HD-2               |
| 83                                                         | Jean-Claude Daunat (FRA) | 46e                |
| 84                                                         | Albert Fritz (RFA)       | AB-10              |
| 85                                                         | Pierre Ghisellini (FRA)  | 79e                |
| 86                                                         | Mariano Martinez (FRA)   | 31e                |
| 87                                                         | Yves Ravaleu (FRA)       | 69e                |
| 88                                                         | Pierre Rivory (FRA)      | AB-11              |
| 89                                                         | Kurt Rub (SUI)           | 47e                |
| 90                                                         | Jean Vidament (FRA)      | 51e                |
| Directeurs sportifs : Raphaël Géminiani et Bernard Leblanc |                          |                    |

| Bic                                                   | Bic                       | Bic   |
| ----------------------------------------------------- | ------------------------- | ----- |
| Num                                                   | Coureur                   | Pos   |
| 91                                                    | Roland Berland (FRA)      | 37e   |
| 92                                                    | Francis Ducreux (FRA)     | 36e   |
| 93                                                    | Jean-Claude Genty (FRA)   | 39e   |
| 94                                                    | Charly Grosskost (FRA)    | 48e   |
| 95                                                    | Bernard Labourdette (FRA) | 8e    |
| 96                                                    | Désiré Letort (FRA)       | 17e   |
| 97                                                    | Leif Mortensen (DEN)      | 6e    |
| 98                                                    | Luis Ocaña (ESP)          | AB-14 |
| 99                                                    | Johny Schleck (LUX)       | 22e   |
| 100                                                   | Alain Vasseur (FRA)       | 65e   |
| Directeurs sportifs : Maurice De Muer et Gérard Morin |                           |       |

| Scic                               | Scic                     | Scic   |
| ---------------------------------- | ------------------------ | ------ |
| Num                                | Coureur                  | Pos    |
| 101                                | Luciano Armani (ITA)     | 66e    |
| 102                                | Franco Balmamion (ITA)   | AB-1   |
| 103                                | Attilio Benfatto (ITA)   | HD-11  |
| 104                                | Davide Boifava (ITA)     | AB-16a |
| 105                                | Constantino Conti (ITA)  | AB-11  |
| 106                                | Claudio Michelotto (ITA) | AB-10  |
| 107                                | Enrico Paolini (ITA)     | AB-19  |
| 108                                | Adriano Pella (ITA)      | 78e    |
| 109                                | Celestino Vercelli (ITA) | 83e    |
| 110                                | Paolo Zini (ITA)         | HD-2   |
| Directeur sportif : Eraldo Giganti |                          |        |

| Goudsmit-Hoff                       | Goudsmit-Hoff             | Goudsmit-Hoff |
| ----------------------------------- | ------------------------- | ------------- |
| Num                                 | Coureur                   | Pos           |
| 111                                 | Henk Benjamins (NED)      | 80e           |
| 112                                 | Matthijs de Koning (NED)  | 76e           |
| 113                                 | Gert Harings (NED)        | 82e           |
| 114                                 | Gerben Karstens (NED)     | 63e           |
| 115                                 | Jan Krekels (NED)         | 50e           |
| 116                                 | Wim Prinsen (NED)         | 59e           |
| 117                                 | Cees Rentmeester (NED)    | HD-9          |
| 118                                 | Harry Steevens (NED)      | HD-6a         |
| 119                                 | Jos van der Vleuten (NED) | 30e           |
| 120                                 | Jan van Katwijk (NED)     | 87e           |
| Directeur sportif : Kees Pellenaars |                           |               |

| Werner (es)                             | Werner (es)                       | Werner (es) |
| --------------------------------------- | --------------------------------- | ----------- |
| Num                                     | Coureur                           | Pos         |
| 121                                     | Luis Balagué (ESP)                | 45e         |
| 122                                     | Jose Casas (ESP)                  | AB-16a      |
| 123                                     | Ventura Diaz (ESP)                | 33e         |
| 124                                     | José Gómez Lucas (ESP)            | AB-10       |
| 125                                     | Jose Grande (ESP)                 | AB-12       |
| 126                                     | José Manuel López Rodríguez (ESP) | 52e         |
| 127                                     | Antonio Martos (ESP)              | 13e         |
| 128                                     | Luis Pedro Santamarina (ESP)      | 24e         |
| 129                                     | Agustín Tamames (ESP)             | 15e         |
| 130                                     | Francisco Julia (ESP)             | 67e         |
| Directeur sportif : José Antonio Momeñe |                                   |             |